# Émile Guillaumin
Pour les articles homonymes, voir Guillaumin.
Émile Guillaumin, né le 10 novembre 1873 à Ygrande (Allier) et mort le 27 septembre 1951 dans cette même commune, est un écrivain paysan français.
Émile Guillaumin n'a pas quitté le travail de la terre mais l'a transcendé. Fermier de trois hectares dans le département de l'Allier, il a fait partie du petit groupe de paysans qui a créé le premier syndicat paysan pour défendre les métayers contre les grands propriétaires. Et surtout, il a été un grand écrivain, avec de nombreux romans dont le plus célèbre est La vie d’un simple qui a obtenu quelques voix au jury Goncourt.

« Je n’ai point eu d’aventures extraordinaires. »

— Émile Guillaumin

## Biographie littéraire
Né à Ygrande, dans l'Allier, le 10 novembre 1873, il écrira dans sa jeunesse quelques poèmes qui paraîtront dans La Quinzaine bourbonnaise et dans Le Courrier de l'Allier avant d'être publiés en 1903 dans une plaquette intitulée Ma cueillette.
C'est après la lecture de Jacquou le Croquant qu'il se lance dans l'écriture de La Vie d'un simple, véritable livre à succès, bien qu'il n'ait pas obtenu le prix Goncourt 1904 en dépit du soutien d'Octave Mirbeau. À partir de là, il partagera sa vie entre la culture de la terre et l'écriture (les faits sociaux y tenant une large part) ; mais aussi au syndicalisme agricole et à la vie politique.
La publication de La Vie d'un simple fut un événement à la fois littéraire et sociologique. Pour la première fois en effet, un paysan accédait à la littérature et consacrait un roman à sa propre culture. La Vie d'un simple, salué par Octave Mirbeau et Lucien Descaves, connut un succès exceptionnel. Si exceptionnel et si étrange que Daniel Halévy entreprit un voyage dans le Bourbonnais, où résidait Guillaumin, pour vérifier s'il s'agissait bien d'un authentique agriculteur. Dans ses Visites aux paysans du Centre Halévy raconte : « j'arrive à l'heure de la traite et le surprends dans son étable aidant sa jeune femme qui tire le lait des vaches. Il vient à moi. Quel paysan ! Démarche lente, un rien penchée, visage immuable et grave ».
Vrai paysan, Émile Guillaumin l'est en effet, avec ses trois hectares de terre et ses trois vaches, exploitation minuscule alors assez courante. Daniel Halévy, familier des militants ouvriers parisiens, grâce aux Universités populaires, ignorait qu'il pouvait exister dans les campagnes des travailleurs manuels sachant lire, aimant lire, voire écrire, et qui luttaient pour l'amélioration de leur condition sociale. Au début du XXe siècle, les métayers du Bourbonnais se constituaient en effet en syndicat et Guillaumin sera toute sa vie un militant-syndicaliste paysan.
À l'exception du service militaire et de la guerre de 1914-1918, Guillaumin vécut toute sa vie à Ygrande (Allier) où il naquit le 10 novembre 1873 et mourut le 27 septembre 1951. Bien qu'il n'ait fait que cinq ans d'études dans l'école primaire de son village, Guillaumin débuta très jeune en littérature et continua à écrire et à publier pendant toute sa vie se disant « un paysan homme de lettres ».
Son chef-d'œuvre, La Vie d'un simple, n'est pas une autobiographie, mais un vrai roman, document exceptionnel sur la vie paysanne en France dans la seconde moitié du XIXe siècle. Guillaumin ne force pas le trait de ses personnages, ne les noircit pas. Il est discret et, en même temps, son récit tranquille constitue un terrible réquisitoire. C'est la vérité de ce livre pudique qui fit son succès et qui lui assure aujourd'hui, un siècle plus tard, sa pérennité.
Les qualités d'observateur développées par Émile Guillaumin dans sa double activité de paysan et d'écrivain en font un témoin privilégié. Son regard est à la fois intérieur et extérieur, sur la vie rurale dans le Bourbonnais de la Troisième République. Sans se limiter à sa description et son analyse, Émile Guillaumin a de plus été un acteur de ces évolutions sociologiques en comptant parmi les fondateurs du syndicalisme agraire.
C'est une des figures emblématiques du Bourbonnais, celui que l'on appelle aujourd'hui « le Sage d'Ygrande ». Son attachement à la terre était si fort et les racines si profondes que l'amour du pays natal l'a poussé à exprimer ses sentiments.
Émile Guillaumin s'est voulu un syndicaliste qui mettait l'union au service de l'action et un militant qui voulait changer le monde pour tenter d'améliorer le sort de ces paysans qui, comme lui, menaient une vie rude. Pourtant il a toujours refusé d'adhérer à un parti politique.
Il a pourtant été un homme politique au sens le plus noble du terme — disons plutôt un homme social, rêvant d'améliorer la vie des hommes par la justice, le progrès mais aussi par l'élévation du niveau intellectuel et moral de chacun. L'analyse de sa vie le montre : il y a eu en lui, en quelque manière, une prise de conscience de la classe paysanne dont il voulait rendre les conditions d'existence plus équitables, plus humaines.

## Émile Guillaumin, le social
Il déclare : « l'intérêt du plus grand nombre doit primer tout, l'intérêt du plus grand nombre servir à tous. »
Est-il possible de mieux définir les objectifs et les méthodes d'une action politique en démocratie ? De plus, lors d'une réunion du Syndicat de Bourbon-l'Archambault, en 1905, l'année qui suivit la publication de La vie d'un simple, il donnait une forme définitive à son programme en trois petits vers :

« Sans désirs coûteux,

Sans envie

Vivre tout simplement sa vie,

Mais la garder inasservie. »

Guillaumin a renoncé aux fresques épiques pour décrire la lutte quotidienne et les petites victoires acquises au prix d'un acharnement sans faille et d'une conduite rigoureuse. En 1910, il confiait à un ami : « moi-même, je vous avouerai que je n'ai aucun goût pour l'action politique, et que tout en suivant avec sympathie le mouvement socialiste, je ne fais partie d'aucun groupe et n'éprouve pas le besoin de militer dans cette voie. Au reste l'éducation sociale convient mieux à mes aptitudes et à mon tempérament. »
En effet, l'aspect de son œuvre qui intéresse le plus, c'est celui de son engagement personnel, qu'il s'agisse de ses romans, de ses nouvelles de ses contes, de ses articles ou de sa correspondance. Guillaumin est toujours présent à chaque page de son œuvre. Il expose et défend sa pensée ; il critique et encourage ; il s'efforce de communiquer son enthousiasme et s'indigne lorsque les autres se montrent peu enclins à se prendre en main. Ce qui le fait d'abord réagir, puis agir, c'est la souffrance injuste. Il se révolte à la détresse imputable à l'arbitraire des possédants : c'est ainsi que le frêle paysan se dresse violemment contre l'injustice ou cet arbitraire, quelles qu'en soient les formes.
En somme, il se propose deux objectifs : l'information et la prise de conscience.
1. Faire connaître le monde paysan. 
 Guillaumin a voulu écrire parce qu'il voulait attirer l'attention du monde extérieur, sur le fait que le paysan, le travailleur de la terre devait être soutenu dans sa quête de justice. 
 C'est pourquoi Guillaumin a fait un effort constant d'information. Informer le grand public des conditions qui régnaient dans les campagnes à cette époque, et lui montrer que si le paysan demeurait sans influence sur le destin commun, c'était parce que les luttes soutenues quotidiennement contre un sort ingrat et injuste l'empêchaient d'occuper la place qui lui revenait dans la société. Guillaumin disait, par exemple, que Zola, dont il connaissait La Terre n'avait rien compris à la vie et à la mentalité du paysan et qu'il en fournissait une image dangereusement déformée.
2. La prise de conscience du monde paysan par lui-même. 
 Mais, à mesure qu'il avançait dans sa vie, Guillaumin s'est de plus en plus consacré à ce que les siens prennent conscience de leur réalité. En effet, pour lui, ce n'était pas suffisant d'attirer l'attention de l'opinion, voire des pouvoirs publics, sur la condition des paysans, encore fallait-il obtenir des paysans eux-mêmes qu'ils consentent à comprendre l'aide proposée. 
 Et ce n'était pas toujours tâche facile : Guillaumin le constatera parfois avec amertume. Il se heurtera souvent, de la part des siens, à d'imprévisibles résistances, à de tenaces préjugés.

Il fallait convaincre d'agir, de saisir des occasions qui s'offraient à eux d'avoir leur part dans l'évolution tout à la fois politique et économique de la société. Et Guillaumin s'est lancé à corps consentant dans la mêlée, au nom d'une vérité fondamentale : les paysans ne pourront se faire entendre et profiter des avantages dont, à la même époque, d'autres catégories sociales bénéficient déjà, que s'ils se regroupent. Leurs revendications n'auront de poids que lorsqu'elles seront soutenues par la majorité d'entre eux, et non plus seulement par quelques militants isolés en avant-garde. Il poursuivra, parfois entre la lassitude et le doute, la tâche entreprise, surmontant les obstacles, triomphant des adversités.
C'est dans cet acharnement, cette constance inébranlable, que nous pouvons voir la marque de son engagement politique. Guillaumin se sentait-il investi d'une mission ? Il la servira aussi longtemps que ses forces le lui permettront. En 1936, il concluait ainsi un article affirmant sa foi en l'avenir : « Combien de préjugés à abattre, de barrières à jeter bas ! Tout de même il est bon de faire confiance à l'avenir. Voyez, le soleil disparaît en beauté dans un ciel redevenu pur, il fera beau demain. »

## Émile Guillaumin, l’idéaliste praticien
Mais, de Guillaumin, il faut dire aussi qu'il fut sincèrement idéaliste. Il voulait communiquer autour de lui son enthousiasme pour susciter des vocations de militants afin d'améliorer le sort des hommes. Il n'avait ni doctrine, ni système. Et c'était cependant suffisant pour inspirer son intelligence, animer sa plume, porter sa volonté à ce combat qu'il a mené sans illusion, mais sans faiblesse jusqu'à la fin de sa vie. Cet idéalisme n'allait pas, chez lui, sans un réalisme avisé. C'est-à-dire sans la conviction que, pour améliorer la condition des hommes, il fallait sans cesse payer de sa personne et modifier les attitudes intérieures pour pouvoir changer les choses : « le vrai idéalisme agissant, écrivait-il dans son livre À tous vents sur la Glèbe, c'est de créer du mieux dans son humble sphère, en élargissant toujours plus le rayon d'action. Que les apôtres obscurs et tenaces se multiplient, le mieux gagnera de proche en proche jusqu'aux sommets ». Ainsi parlait le paysan d'Ygrande qui vécut comme il conseillait aux autres de vivre. Un tel idéal vérifié dans une pratique qui le contrôlait, une telle persévérance dans l'action dépassait le strict cadre d'une activité littéraire. En effet, l'un des traits de caractère qui apparut très tôt chez le jeune garçon, fut sa grande sensibilité : il vibrait profondément au contact des belles visions de la nature, ne restait jamais indifférent aux joies et aux souffrances de ceux qui l'entouraient, et ressentait intensément aussi bien la beauté que les laideurs de l'existence. L'une des réactions les plus fréquentes de Guillaumin en face des problèmes de l'existence et des hommes fut, de tout temps, la recherche de la vérité, fruit d'une faculté d'observation et d'un sens critique développés dans l'honnêteté.
On le sent dans ces années décisives que sont celles de l'adolescence avec la prise de conscience de lui-même, et de ce qu'il peut constater autour de lui : les souffrances et la misère dont il est témoin l'attristent et l'indignent ; de là l'espoir de voir un jour se réaliser son rêve d'une vie meilleure et plus juste. Certains l'abandonnent, Guillaumin ne l'abandonnera pas. Avoir une tâche à accomplir, cette attitude est bien le propre d'une auto-destination.
On peut donc affirmer que la carrière d’Émile Guillaumin ne fut pas le fait du hasard ou de la conséquence de rencontres personnelles ou littéraires fortuites : elle a été le résultat d'une vocation très forte étayée par une volonté sans faille. Doué de facultés intellectuelles qui lui permettaient de discerner le vrai du faux dans la masse des événements de tous les jours, animé de l'esprit de décision nécessaire à la mise en œuvre de ses idées, il ne s'est jamais écarté de la voie de la sagesse qu'il s'était tracée. Il éprouvait néanmoins une insurmontable timidité pour s'exprimer en public. Il souffrait d'une carence qui le paralysait dès qu'il sortait du cadre des conversations privées, handicap qu'il déplorera encore à la fin de son existence, quand il sera depuis longtemps un écrivain connu.
Guillaumin va écrire ; et il écrira pour témoigner — et de ce fait critiquer, attaquer, pour exhorter et encourager — mais aussi pour enseigner et conseiller, en bref pour faire comprendre son idéal.
Ainsi il est une évidence : écrire a été pour Guillaumin comme une nécessité intérieure, correspondant à cette détermination qu'il a très tôt choisie.
C'est pourquoi l'action syndicale — essentiellement le syndicalisme agricole — l'a toujours intéressé au plus haut point. Tout au long de sa vie, il a beaucoup réfléchi sur ces questions. Cette lutte syndicale fut très longtemps, à ses yeux, le seul moyen pour les paysans de faire reconnaître et respecter leurs droits d'hommes et de membres d'une société, au même titre que tous les autres. Les innombrables articles de revues et de journaux qu'il a écrits à ce sujet en sont le parfait témoignage. Ce qu'il voulait modifier c'était les façons mêmes de penser et de sentir les paysans. Il voulait les amener à une plus grande conscience d'eux-mêmes, de leur valeur et de leur dignité, mais aussi de leurs responsabilités dans une société qui se transformait sans eux.
C'est effectivement ce à quoi Guillaumin va consacrer son temps et ses forces, à mesure que se dessinent plus clairement dans son esprit les contours de son véritable engagement social : il voulait éveiller chez les paysans la conscience d'eux-mêmes. C'est ce à quoi tendent ses efforts les plus constants et les plus inlassables. Lorsque l'on aura persuadé le paysan de la dignité de son état et de son importance dans la société moderne, on obtiendra plus facilement de lui qu'il agisse pour faire reconnaître ses droits. Toute La Vie d'un simple est l'illustration de cette thèse de politique humaniste.
Parmi les politiques, Émile Guillaumin est un homme à part parce qu'il s'est voulu particulièrement fort de son indépendance pour être efficace dans la transformation de la société dans sa passion de justice et de progrès.

## La Vie d'un simple: regard sur la vie d'un métayer à la fin duXIXesiècle

### Unevie de simpletransformée en figure agrarienne par la révolution nationale
Durant l'hiver 1901-1902, Émile Guillaumin raconte la vie du père Tiennon (en 1904 première édition de La vie d'un simple). Pour le portrait physique seulement, il avait pensé à quelqu'un qu'il connaissait : son vieux voisin, cultivateur aux Ferrons, près de Neverdière. Mais concernant les traits psychiques et moraux de Tiennon, il s'agit d'un amalgame. Aux lecteurs et à Tiennon, il justifie l'écriture de ce livre par le fait qu'il faut « montrer aux messieurs de Moulins, de Paris et d'ailleurs ce qu'est au juste une vie de métayer, […] leur prouver que tous les paysans ne sont pas aussi bêtes qu'ils le croient » (p. VI). Guillaumin cultive « les trente journaux de terre » reçus de son père, et il comprend d'autant mieux la souffrance de Tiennon face au mépris de ces « messieurs ». Avec cette rencontre, l'occasion lui est donnée de lutter contre les représentations citadines de la vie du métayer, sans pour autant se livrer à une glorification du travailleur rural. Pendant l'entre-deux guerres, il devient même le porte-parole de syndicats bourbonnais travaillant « à transformer les conditions locales du métayage ».
La réédition de l'ouvrage en 1942 par Daniel Halévy s'inscrit dans un tout autre contexte. Daniel Halévy a fait figure de mentor d'Émile Guillaumin dans le monde littéraire parisien (l'ouvrage a d'ailleurs manqué de peu le prix Goncourt). Son intérêt ancien pour le monde agricole lui a fait publier en 1922, et rééditer en 1935 « Visites aux paysans du Centre », série de cahiers accumulés depuis 1907, décrivant la condition paysanne et son évolution dans cette région. Son évolution politique au cours des années trente, décrite par Sébastien Laurent, (Daniel Halévy, Du libéralisme au traditionalisme, Paris, Grasset, 2001, 600 pages) tend à tirer Émile Guillaumin vers un agrarianisme qu'il ne cesse pourtant de récuser.
Des aspects très diversifiés de la vie quotidienne se dégagent de ce récit : on retiendra surtout que les activités du métayer, agricoles ou non, s'inscrivent dans diverses relations de domination, cependant plus complexes qu'elles ne pourraient le sembler de prime abord. Ainsi, malgré sa soumission à l'égard du « maître », le métayer se perçoit parfois comme le propriétaire des terres qu'il est chargé de mettre en valeur. De telles ambiguïtés peuvent être détectées dans le rapport de ce paysan aux « gens de la ville », et surtout dans son rapport à une nature qu'il s'attache à maîtriser, mais qui parfois le domine.
Guillaumin se dit autodidacte (introduction à cette réédition de 1942), sans doute met-il particulièrement en valeur les propos tenus par Tiennon concernant les conséquences de son ignorance dans la vie quotidienne. À notre tour, nous rendons compte du quotidien du métayer, à travers quelques grandes relations de domination.

### Le métayer et son maître: deux types de rapport à la terre
La relation entre « le maître » et son métayer structure le récit, de même qu'elle rythme la vie du métayer. Le père Tiennon prend rapidement conscience du poids de l'ignorance dans la domination exercée par le propriétaire : « Lorsqu'il s'agissait, à l'époque de la Saint-Martin, de régler les comptes de l'année, on s'efforçait de se rappeler à quelle foire on avait vendu des bêtes et quel prix elles avaient atteint. Mais personne ne sachant faire un chiffre, il était bien difficile de se remémorer tout ça de tête. […] Quand M. Fauconnet arrivait pour compter, il avait vite tranché toutes les questions, lui. » (p. 59-60)
À l'ignorance s'ajoute donc l'autorité incontestable du propriétaire. Une contestation par les parents des chiffres fournis par Fauconnet, sera d'ailleurs synonyme de renvoi pour la famille. Tiennon comprendra plus tard l'ampleur du vol des métayers par ce propriétaire : « quand je le vis plus tard acheter un château et quatre fermes, vieillir et mourir dans la peau d'un grand propriétaire terrien, je compris combien l'épithète de voleur lui avait été justement appliquée. C'est bien en spéculant sur l'ignorance de ses sous-ordres qu'il put édifier cette fortune, car il l'édifia tout entière. De ses ascendants, il n'avait rien eu : son père était garde de propriété et son grand-père métayer comme nous. » (p. 72)
Adulte, Tiennon veut que son fils sache lire et écrire pour tenir les comptes, mais son propriétaire s'y oppose par volonté, lui semble-t-il, de laisser l'ignorance se perpétuer chez les métayers. Plus tard, un autre maître violemment antirépublicain lui imposera l'interdiction du blasphème, plus généralement le respect de la pratique religieuse régulière, sans tenir compte du scepticisme de Tiennon à l'égard de certains discours des curés.
Dans sa volonté de mettre en évidence les différentes caractéristiques de cette injuste domination, il évoque le déchirant départ de cette ferme après 25 ans d'exploitation et de fierté (il a alors 55 ans), cette ferme à laquelle il était identifié, lui qui est pour les autres « le père Bertin, de la Creuserie » : « oui, j'étais lié puissamment, lié par toutes les fibres de mon organisme à cette terre d'où un monsieur me chassait sans motif parce qu'il était le maître. » (p. 236)
Étrangement, cette citation permet tout autant de relativiser la domination du maître : si finalement le propriétaire peut à tout moment et pour quelque motif que ce soit, renvoyer son métayer, celui-ci parvient à se considérer parfois comme maître du domaine. Au cours de ces 25 années à la Creuserie, sa seule passion est la réussite de ses récoltes, non pas tant pour le bénéfice financier, mais pour la possibilité d'être remarqué des autres, tout en jouant les modestes en retour. En effet, en « se mettant à son compte » (il quitte l'autorité de son père pour devenir à son tour métayer), il apprend ces besognes réservées au métayer ou à son fils aîné, comme l'emploi de semeur. Il a alors une joie entière d'exercer cette activité de cultivateur, d'être le « roi de son royaume », même si parfois il constate que ses valets, dans les moments difficiles, peuvent manifester une sourde hostilité à son égard. Dans certaines occasions, il doit même se montrer solidaire du propriétaire.

### Le métayer face aux «gens de la ville»: revendication de la ruralité mais sentiment d’infériorité
C'est en fait un important complexe d'infériorité qui explique la nature de nombreuses relations entretenues par le métayer. Avec ceux qui ne sont pas des ruraux, d'une part : « ce fut ainsi qu'un beau dimanche nous nous prîmes de dispute avec ceux du bourg. Ceux du bourg, c'étaient les jeunes ouvriers des différents corps d'état : forgerons, tailleurs, menuisiers, maçons, etc. Il y avait entre eux et nous un vieux levain de haine chronique. Ils nous appelaient dédaigneusement les laboureux. Nous les dénommions, nous, les faiseux d'embarras, parce qu'ils avaient toujours l'air de se ficher du monde, qu'ils s'exprimaient en meilleur français, et qu'ils sortaient souvent en veste de drap, sans blouse. » (p. 91)
S'il existe un sentiment d'infériorité à l'égard de cette catégorie sociale populaire de la ville, le fossé est encore plus grand lorsque Tiennon rencontre sa nièce parisienne ; pourtant les manières de ces urbains lui paraissent souvent méprisables ou niaises : « pour mon compte, je dis fort peu de choses, d'abord parce que je me sentais si ridicule de parler si mal à côté d'eux qui parlaient si bien, et aussi parce que je n'osais leur poser de questions sur la ville, prévoyant qu'elles seraient pour le moins aussi naïves que les leurs sur la campagne. » (p. 266)
« Tous les gens des villes sont ainsi : ils ne voient de la campagne que les agréments qu'elle peut donner ; ils s'en font une idée riante à cause de l'air pur, des prairies, des arbres, des oiseaux, des fleurs, du bon lait, du bon beurre, des légumes et des fruits frais. Mais ils ne se font pas la moindre idée des misères de l'ouvrier campagnard, du paysan. Et nous sommes dans le même cas. » (p. 271)

### Le métayer et la nature: une maîtrise toujours remise en question
On peut donc s'attacher à dépeindre le quotidien du métayer à travers sa soumission au maître ou son sentiment d'infériorité par rapport aux manières des citadins, mais on ne peut oublier cette relation ambivalente à la nature. Elle est le deuxième maître, peut-être même le premier, comme le montre la conception que le père Tiennon se fait de la religion : Adulte, il est loin de croire « à toutes les histoires des curés », considérant leurs théories sur le paradis et l'enfer comme « des contes », mais il croit au devoir de chacun qui est de travailler honnêtement sans nuire à personne. Surtout il croit fermement à l'existence d'un Être suprême dirigeant tout, et il ne manque jamais « les cérémonies où le succès des cultures est en jeu » : « j'étais le continuateur fidèle de toutes les petites traditions pieuses qui se pratiquent à la campagne en de nombreuses circonstances. J'allais toujours à la messe des Rameaux avec une grosse touffe de buis et j'en mettais ensuite des fragments derrière toutes les portes. » Il s'ensuit d'ailleurs une longue liste de traditions respectées, « autant par habitude que pour contenter Dieu : ces pratiques que j'avais toujours vu suivre me semblaient naturelles ».)
La nature, par le travail, peut bien souvent être dominée. C'est là une source de fierté pour le père Tiennon, lorsqu'il arrache à la nature de bonnes récoltes.
La maîtrise de la nature nécessite également des connaissances pratiques. Connaissance en matière de météorologie d'abord, qui doit être assimilée rapidement : lorsqu'à sept ans il garde les moutons, Tiennon doit être capable de les rentrer avant l'orage. Il prend un jour l'initiative de les rentrer, devant le ciel menaçant : « comme je lui parlais de l'orage, elle se mit à rire et à hausser les épaules en me disant que je n'étais qu'un bourri de ne pas savoir encore que les orages ne sont jamais pour nous lorsqu'ils prennent naissance du côté du soleil levant ». Sa mère lui donne alors deux claques pour qu'il retienne la leçon. (p. 27) Connaissance de la terre enfin, et de la manière de lui faire produire à profusion : avec l'utilisation de la chaux, des engrais qui apparaissent au cours du siècle, de nouvelles possibilités font jour.
Néanmoins certaines catastrophes ne peuvent être évitées, le quotidien même est une lutte. L'importance que peut prendre le moindre caprice de la nature explique pour une large part cette spécificité des cultivateurs et éleveurs à l'égard des gens des villes : « Dans leurs boutiques, dans leurs usines, les villageois, les citadins n'ont pas à compter avec les éléments extérieurs. […] Pour nous, C'est le temps qui joue le plus grand rôle et le temps se plaît à nous contrarier » Suit, p. 239, une longue liste de contrariétés, éléments anodins pour le citadin, mais très problématiques pour le métayer : la moindre ondée peut ainsi perturber le programme de toute une journée, la neige qui dure trop cause du retard, les gelées sans neige avec du soleil le jour, déracinent les céréales d'hiver, etc.

## Cadre historique

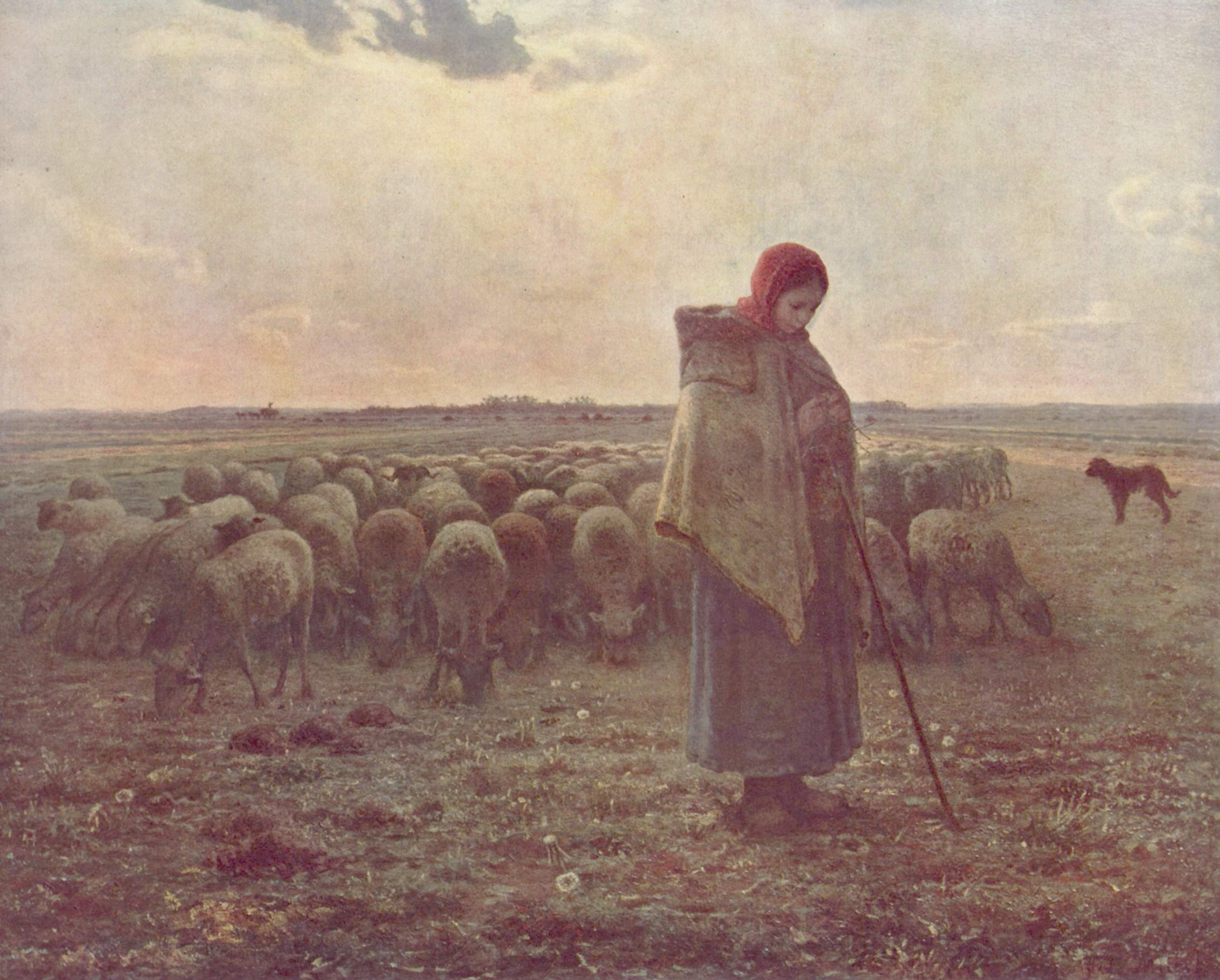
Le berger avec son troupeau, ici de brebis, peint par Jean-François Millet en 1864
« [...] tes cochons s'impatientent à l'étable ; il y a deux heures qu'ils devraient être aux champs ! Je repartis alors dans la Breure ou dans quelque jachère pour une bien longue séance de garde : une solitude me pesait plus qu'avant [...] » p. 62.

Hormis George Sand, Guy de Maupassant ou Émile Zola (La Terre), la littérature française, dans un pays dont les ressources sont essentiellement liées à l'agriculture, avait semblé se désintéresser du destin le plus souvent tragique des paysans, des « simples ». Ainsi, les dates qui ont marqué l'Histoire de France du XIXe siècle ne jouent-elles ici qu'un rôle marginal au regard des drames personnels vécus par le protagoniste (1861 : jambe cassée, 1865 : mort de sa mère, 1877 : mariage de ses enfants). Dans un langage simple, forgé dans les écoles de la Troisième République, Émile Guillaumin, lui aussi agriculteur, rend ses lettres de noblesse à sa classe sociale et à une société rurale, si proche de celle que nos grands-parents ont pu connaître.
L'histoire se déroule tout le long du XIXe siècle en Bourbonnais. Enfant, le héros est bercé par les souvenirs de l'épopée impériale et de la retraite de Russie. Il vit à distance les nombreux bouleversements politiques de son siècle : la Restauration (1815-1830) où la France retrouve une monarchie avec Louis XVIII, Charles X puis la Monarchie de Juillet (1830-1848) où la royauté devient véritablement constitutionnelle avec Louis-Philippe qui favorise une nouvelle classe de notables : la bourgeoisie.

## Suite
La Vie d'un simple a été rééditée régulièrement (dont une édition bibliophilique en 1945 enrichie de lithographies originales et d'illustrations in-texte d'André Jordan) pour répondre à la demande curieuse répétée des générations successives. Le réalisme d'Émile Guillaumin y est assurément pour quelque chose. C'est un livre qui touche encore plus profondément à la seconde ou à la troisième lecture par ses observations, ses analyses et sa perspicacité. Ce Tiennon, ne serait-ce pas un peu nous-mêmes ? L'écrivain a touché le tréfonds paysan et, par là, une forme du tréfonds français dans sa force et sa faiblesse. Son réalisme est inquisiteur et provocateur à la fois. La vie du métayer d'Ygrande est une œuvre venue des profondeurs des campagnes françaises. C'est assez pour assurer la pérennité de ce livre, de toute l'activité d'Émile Guillaumin comme écrivain, comme politique et comme humaniste.
Il faut aussi un moment de réflexion continue sur la pensée et l'action d’Émile Guillaumin pour le considérer comme l'archétype du messianisme bourbonnais, C'est-à-dire de cette tendance qui est propre à ce pays de France de vouloir précéder l'événement et d'envisager toujours de nouvelles conquêtes sans que jamais l'échec puisse ralentir son élan.

## Biographie et bibliographie chronologiques d’Émile Guillaumin
- 1873 - 10 novembre : Naissance à Ygrande (« Neverdière »), d'ascendants paternels bourbonnais et maternels bourguignons (Manière) issus d'une communauté familiale agricole.
- 1881, avril : Émile (qui sait lire et écrire grâce à sa mère) fréquente l’école primaire d’Ygrande.
- 1886 - juin. Il obtient le certificat d’études primaires et le premier rang de tous les candidats du canton de Bourbon-l'Archambault.
- 1889 - printemps. Premières découvertes littéraires (Pêcheurs d'Islande, David Copperfield).
- 1890 - hiver. Premiers poèmes en patois bourbonnais.
- 1892 - Saint-Martin (11 novembre). Les parents d’Émile quittent Neverdière pour s’installer à l'exploitation des « Vignes », appartenant cette fois au grand-père paternel, sur la route de Moulins à Ygrande (actuel musée Émile-Guillaumin).
- 1894 - 30 janvier. Premier poème publié (sous le pseudonyme de Max Audier) dans La Quinzaine bourbonnaise.
- 1894, novembre 1897. Période de service militaire. É. G. enrichit ses lectures et compose poèmes et scènes patoisantes. Après sa démobilisation, il redevient ouvrier agricole à la ferme de son grand-père paternel, occupant ses loisirs à la lecture et à l’écriture.
- 1897-1901 - Publie des articles au Courrier de l'Allier et à La Quinzaine bourbonnaise.
- 1899 - novembre : Dialogues bourbonnais (en patois).
- 1901 – Tableaux champêtres. Début de l'élaboration de Près du sol, qu'il abandonne après la lecture de Jacquou le Croquant d’Eugène Le Roy pour composer La Vie d'un simple.
- 1902 - Prix Montyon (Académie française) pour les Tableaux champêtres. Achève la rédaction de La Vie d'un simple. Publie Ma Cueillette, recueil de vers.
- 1904 - Publication de La Vie d'un simple par Stock. Échoue au prix Goncourt.
- 1905 - Second prix Montyon pour La Vie d'un simple. Début des relations avec Michel Bernard, fermier à Bourbon-l’Archambault. Grâce à ses droits d’auteur, acquisition de trois hectares de prés et construction de sa maison des « Vergnes » (achevée deux ans plus tard) à proximité de l'exploitation paternelle des « Vignes ». Publication de Près du sol en feuilletons dans La Revue de Paris. Le roman paraîtra chez Calmann-Lévy.
- 1905 - 29 avril. Mariage avec Marie Chalmin, native de Marigny.
- 1906 - É. G. devient le rédacteur en chef du Travailleur rural (bulletin trimestriel de la fédération des syndicats de cultivateurs de la région de Moulins), dont il assurera le secrétariat jusqu'en 1911. La collection comprend 24 livraisons. - mai. Albert Manceau, adjudant (éd. Fasquelle).
- 1907 - août à octobre. Rose et sa parisienne (Revue de Paris, puis Calmann-Lévy).
- 1909 - 2 janvier. Naissance de sa fille Suzanne. Avril-mai : La Peine aux chaumières (Cahiers nivernais).
- 1910 - Baptiste et sa femme (La Revue hebdomadaire, puis Fasquelle en 1911).
- 1911 - septembre. Arrêt de la parution du Travailleur rural. É. G. renonce à son activité syndicaliste. Le Syndicat de Baugignoux (La grande revue, puis Fasquelle en 1912).
- 1912 - rédaction de Les Mailles du réseau.
- 1914, 12 août : Mobilisation, É. G. occupe notamment les fonctions de vaguemestre.
- 1918 - début de son activité de journaliste.
- 1919, janvier : Retour à Ygrande
- 1922 - 9 avril. Naissance de son fils Jean. Il refuse de se présenter aux élections municipales et législatives.
- 1925 – Notes paysannes et villageoises (Bibliothèque d'éducation). É. G. est nommé chevalier dans l'ordre de la Légion d'honneur sur proposition du ministre de l'Agriculture.
- 1931 – À tous vents sur la glèbe (Valois). Collaboration à L'histoire de la Troisième République dont il fera Panorama de l'évolution paysanne en 1935 (Cahiers du Centre).
- 1932 - Mort de sa mère. Comment j'ai vaincu la misère (autobiographie d'Henri Norre, revue et présentée par É. G.) (Les cahiers bleus, Valois).
- 1933 - Mort de son père.
- 1937 - mars. François Péron, enfant du peuple (Crépin-Leblond).
- 1940-1941 - Occupe les fonctions de maire d'Ygrande, et démissionne : refus de collaborer au régime de Vichy.
- 1942 – Charles-Louis Philippe, mon ami (Grasset).
- 1948 - décembre. Sur l'appui du manche (Crépin-Leblond).
- 1951 - 27 septembre. Mort à Ygrande. Il est enterré au cimetière du village.
- 1953 - 12 juillet. Inauguration de son buste sur une place d'Ygrande. Éloge prononcé par Édouard Peisson. Parution de Paysans par eux-mêmes (Stock).
- 1969 – 119 lettres d'Émile Guillaumin présentées par Roger Mathé (Klincksieck).
- 1970 – Les Mailles du réseau (Moulins, Les cahiers bourbonnais).
- 1973 – Au vieux temps, contes et légendes. Correspondance avec Lucien Gachon (comité du Centenaire).
- 1974 – Histoires bourbonnaises – contes (Bassac, éd. Plein Chant).
- 1975 – Fleurs d'Alsace (éd. Plein Chant).
- 1979 – Père et fils.

## Hommages
- Musée à Ygrande.
- Buste à Ygrande par Robert Mermet (1896-1988).
- Deux collèges de l'Allier portent le nom d'Émile Guillaumin : l'un se situe à Moulins[6], l'autre à Cosne-d'Allier.
- Un Institut médico-éducatif à Coulandon.
- Un prix littéraire qui porte son nom a été institué par le conseil général de l'Allier. Il récompense une œuvre ou une étude qui met en valeur le monde rural.
- L’Académie française lui décerne le prix Montyon en 1902 et 1905 et le prix Sivet en 1949 pour l'ensemble de son œuvre poétique.